# Auguste-Louis-Marie Ottin

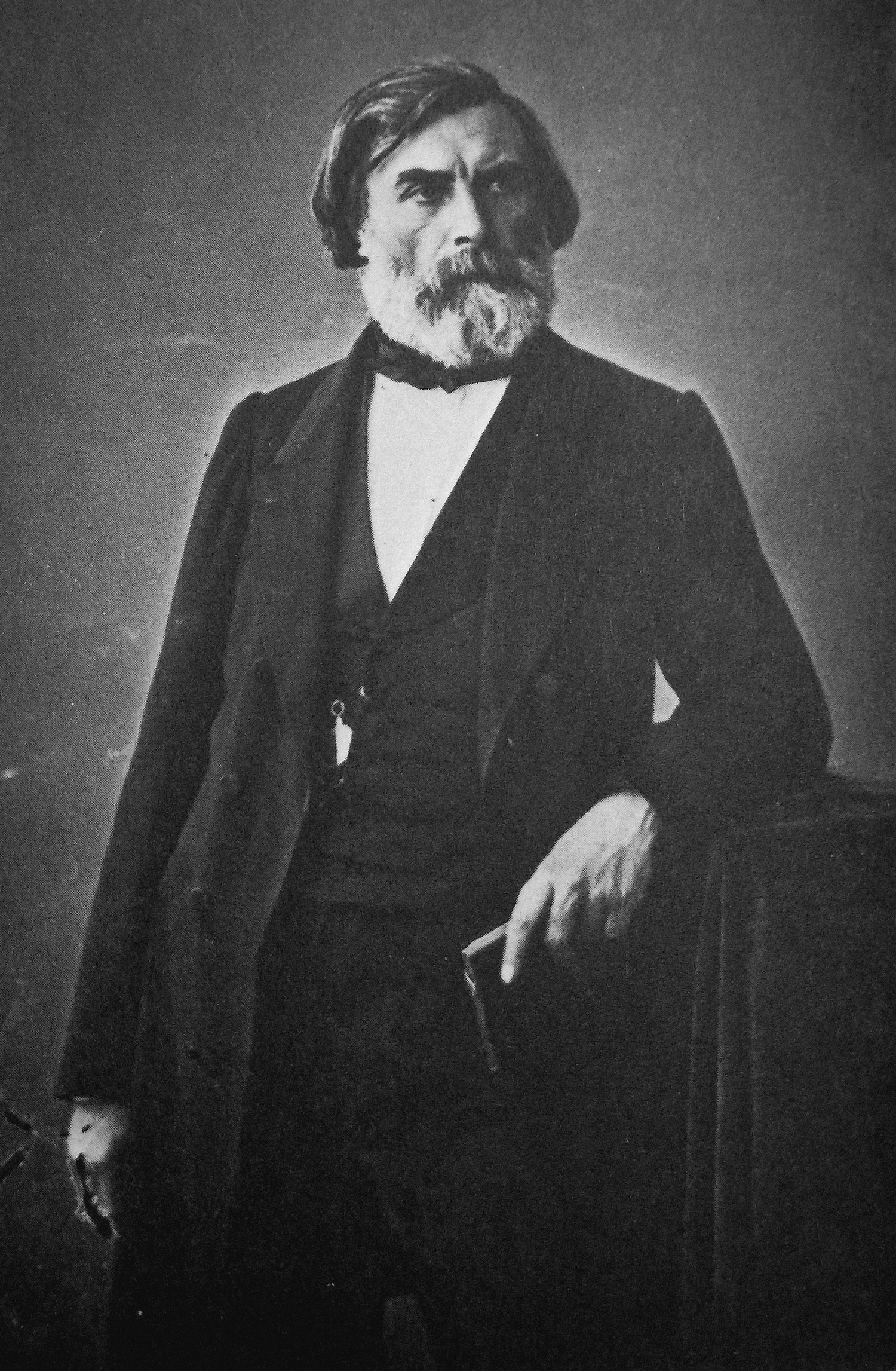
Auguste Ottin, foto door Nadar ca. 1865

Auguste-Louis-Marie Ottin (Parijs 11 november 1811 - Neuilly-sur-Seine 8 december 1890) was een Frans beeldhouwer.

## Biografie
Auguste Ottin was de zoon van Auguste Denis Victoire Ottin, een draaier van koper en brons. Léon-Auguste Ottin, kunstschilder en glazenier was zijn zoon.
Hij volgde de opleiding aan de École nationale supérieure des beaux-arts in Parijs in 1825 en volgde de lessen bij David d'Angers die hem introduceert in de stroming van de romantiek en hem aanleert te beeldhouwen los van de academische stijl. Hij wordt in 1836, samen met  Jean-Marie Bonnassieux laureaat van de Prix de Rome in de beeldhouwkunst met een reliëf Socrates drinkt de gifbeker. Hij vertrekt daarop naar Rome en blijft er vijf jaar in de Villa Medici.
Vanaf 1841 neemt hij deel aan het Parijse salon. Zijn parcours op het salon, bekroond met talrijke prijzen, opent hem de weg naar bestellingen van de staat en maakt hem beroemd.
In 1874 nam hij deel aan de  eerste impressionistententoonstelling in het atelier van Nadar.
Hij stierf op 8 december 1890 in een rusthuis van de Fondation Galignani in Neuilly-sur-Seine. Naast zijn Prix de Rome, werd hij in 1867 benoemd tot ridder in het Legioen van Eer.

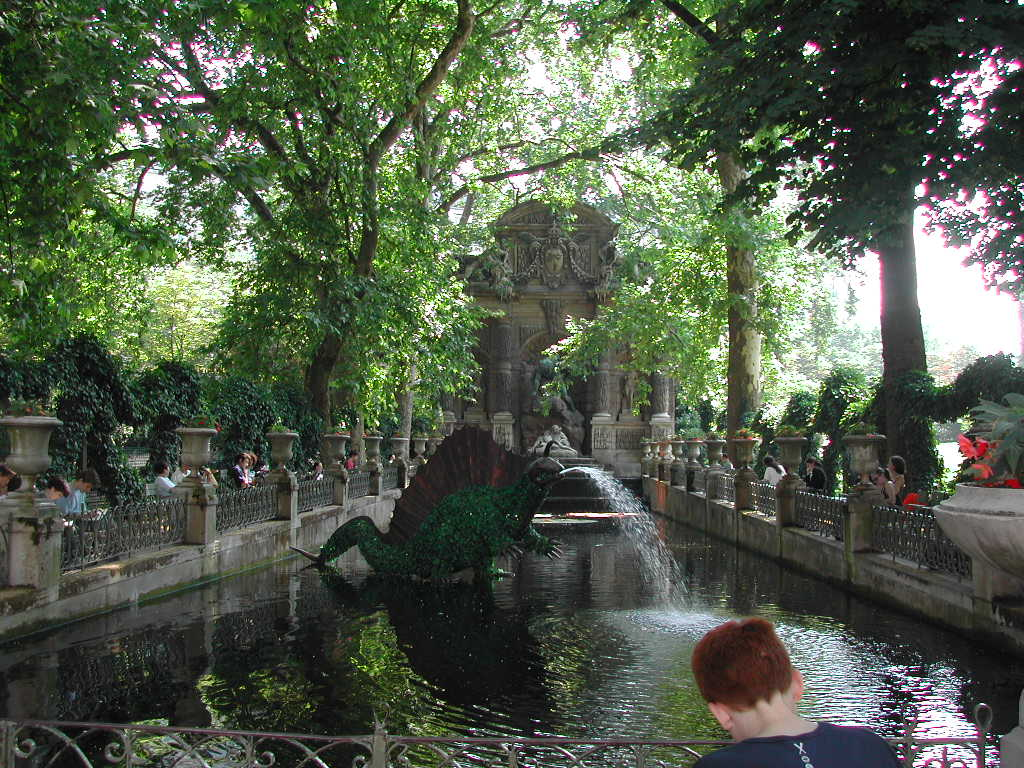
Medici fontein, Jardin du Luxembourg

## Werken
Hierbij een aantal werken van Auguste Ottin.
- Buste van Ingres, 1839, Rome, Villa Medici.
- Buste van Ingres, 1840, marmer, Montauban, Musée Ingres Bourdelle.
- Buste van Ingres, ca. 1840, gips, Parijs, École nationale supérieure des beaux-arts.
- Buste van Ingres, ca. 1840, brons, Versailles, Kasteel van Versailles.
- Portret van Charles Fourier, 1846, buste in marmer, Musée des Beaux-Arts et d'Archéologie (Besançon).
- Portret van Charles Fourier, ca. 1850, buste in marmer in de schoorsteenmantel van het salon op de eerste verdieping van het Palazzo Renai in Florence.
- Laure de Sade, 1850, marmeren beeld in de reeks, série des Reines de France et femmes illustres, besteld door Lodewijk Filips I, Parijs, Jardin du Luxembourg.
- Polyphemos betrapt Galatea in de armen van Acis, 1866, groep in steen en brons , Parijs, Medici fontein in de Jardin du Luxembourg.
- Pan, stenen beeld, Parijs, Medici fontein in de Jardin du Luxembourg.
- Diana, stenen beeld, Parijs, Medici fontein in de Jardin du Luxembourg.
- Herakles, beeld in de ‘cour de la Conservation’, Parijs, Jardin du Luxembourg.
- Campaspe ontkleedt zich voor Apelles op bevel van Alexander de Grote, 1883, Parijs, Louvre, noordelijke gevel van de Cour Carrée.
- Mercurius en De Muziek, Parijs, bassin van het Square Émile-Chautemps.
- Pytheas en Euthymenes, stenen beelden, Marseille, gevel van het Palais de la Bourse.

## Publicaties
- Auguste Ottin publiceerde de Méthode élémentaire de dessin, Paris, Librairie Hachette, 1868.

## Galerij

Werken van Auguste Ottin
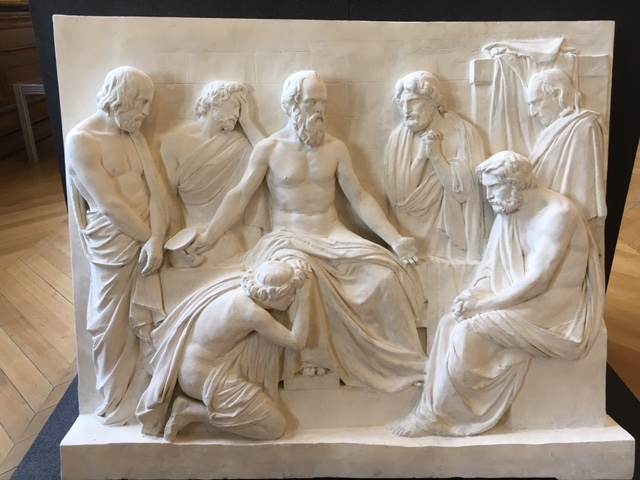
Socrates dringt de gifbeker (1836), École nationale supérieure des beaux-arts, Parijs.
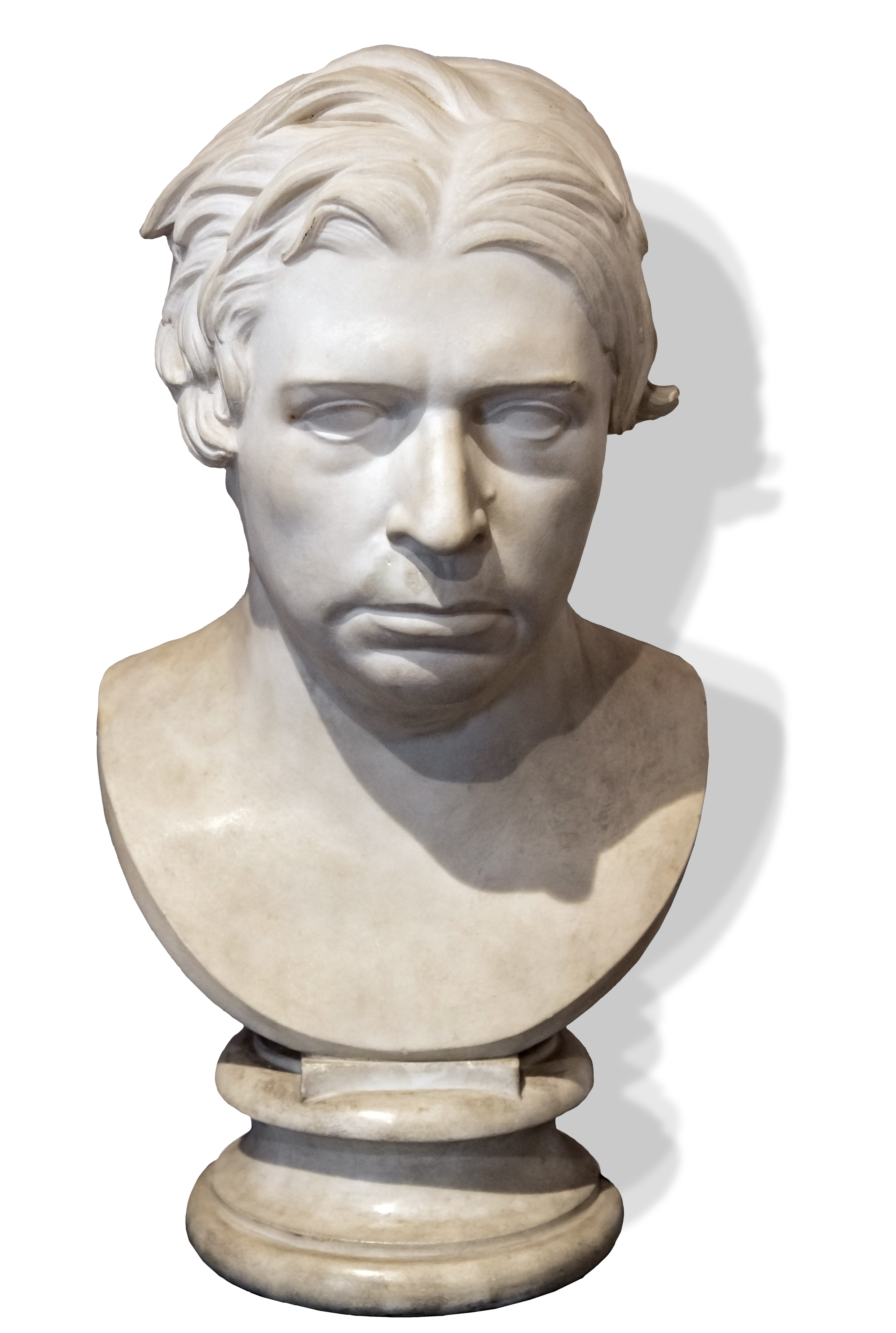
Buste van Ingres, 1840, Montauban, Musée Ingres Bourdelle.
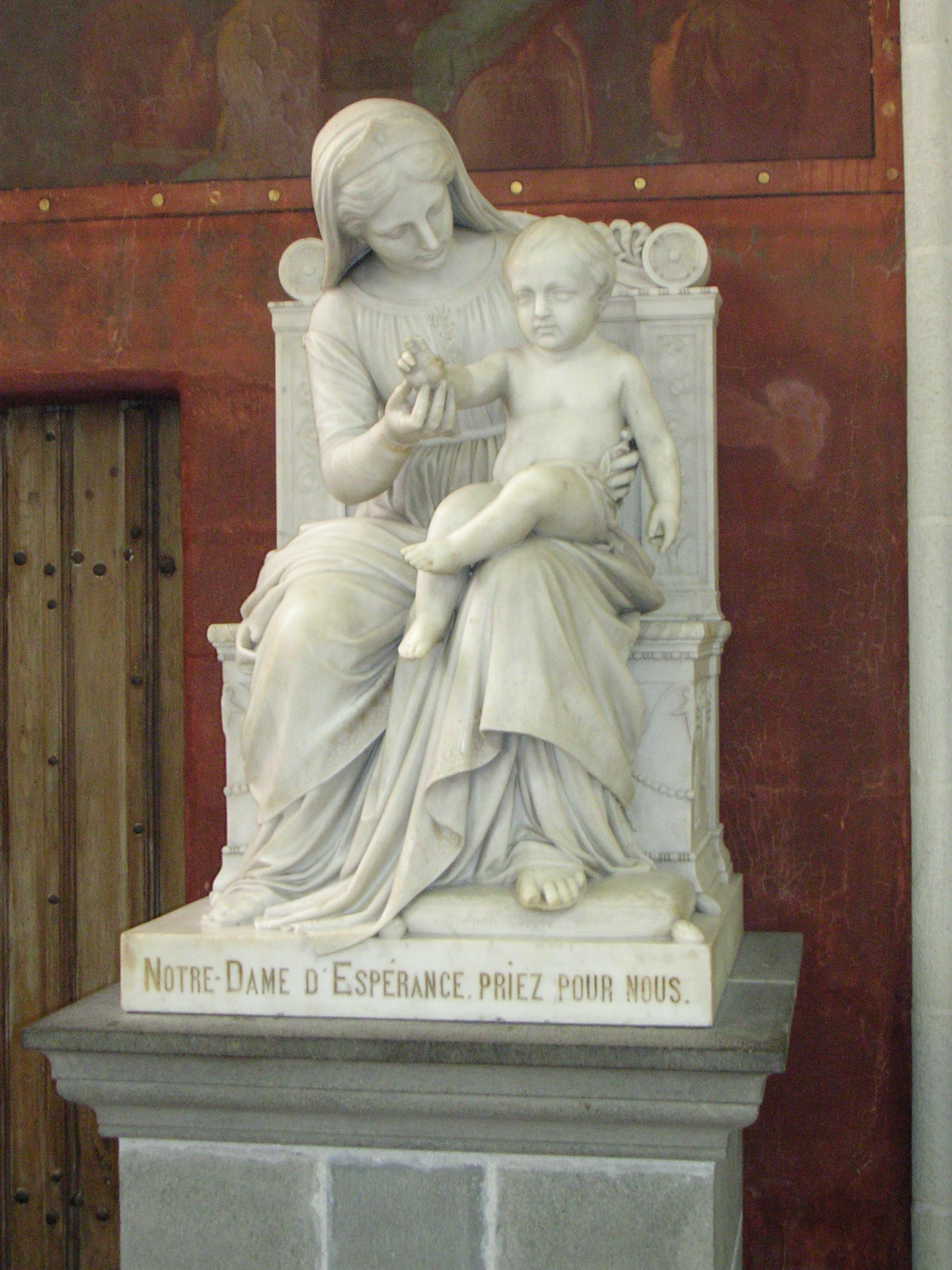
Madonna met kind (1846), Quimper, Cathédrale Saint-Corentin.
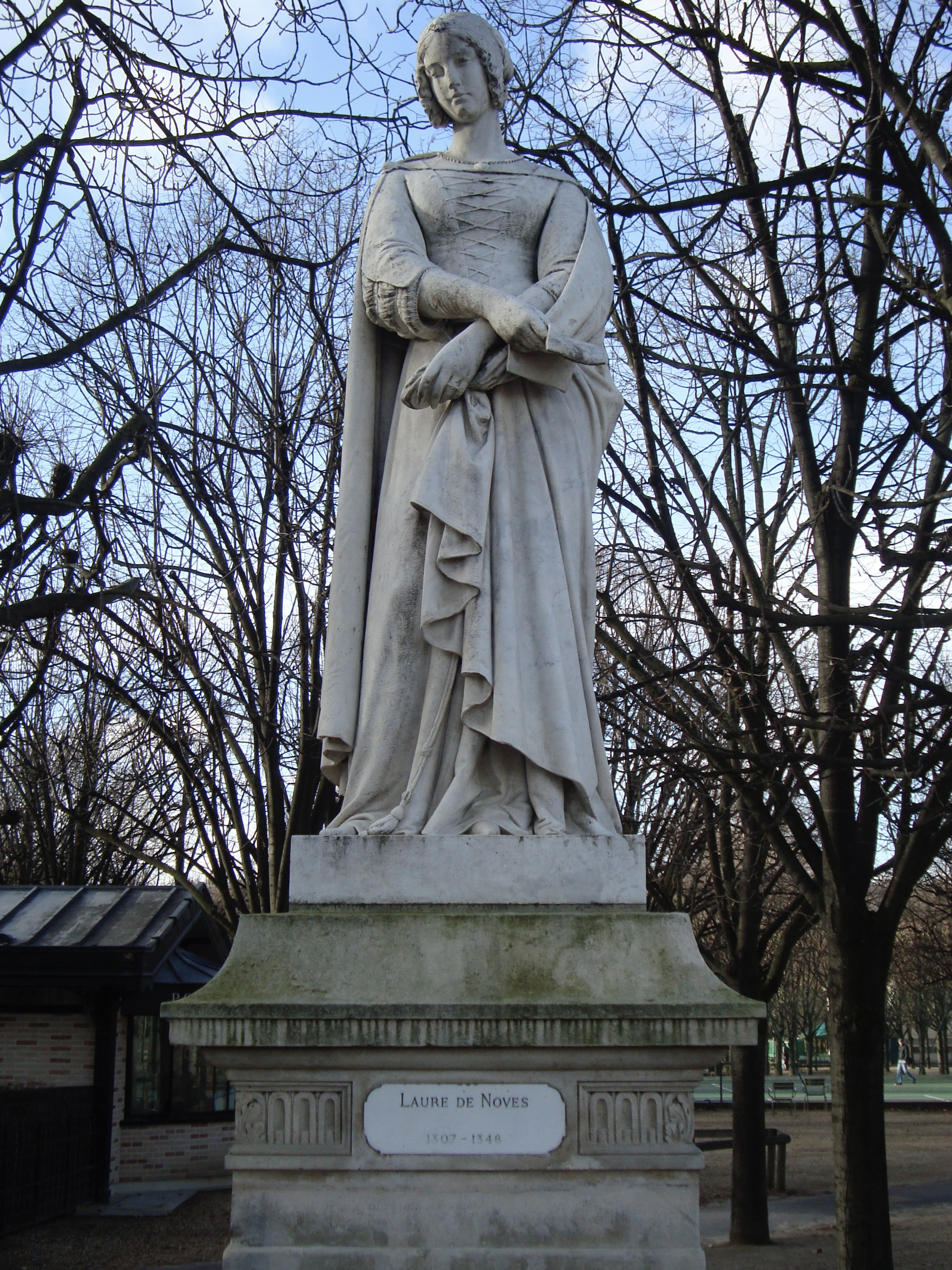
Laure de Sade, 1850, Parijs, Jardin du Luxembourg
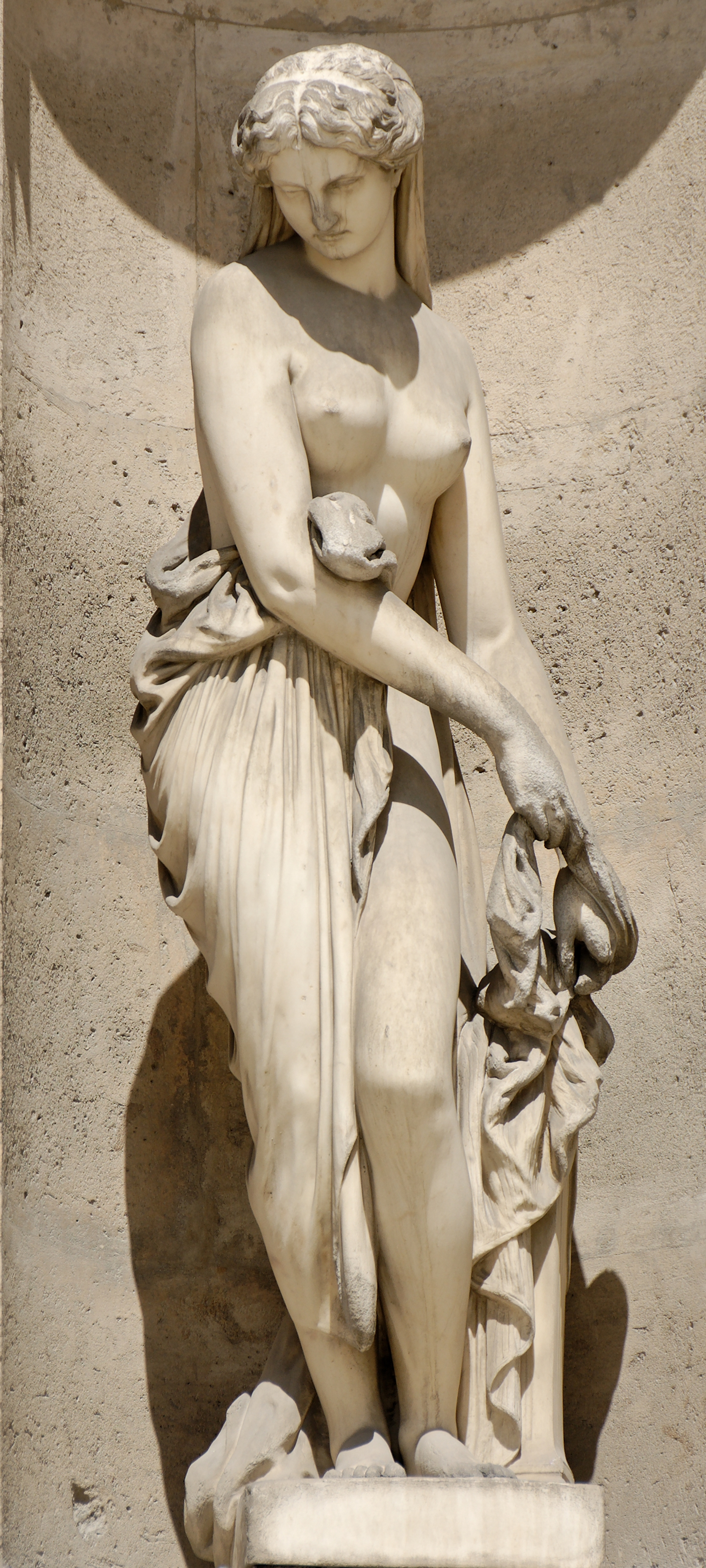
Campaspe, 1883, Parijs, Louvre
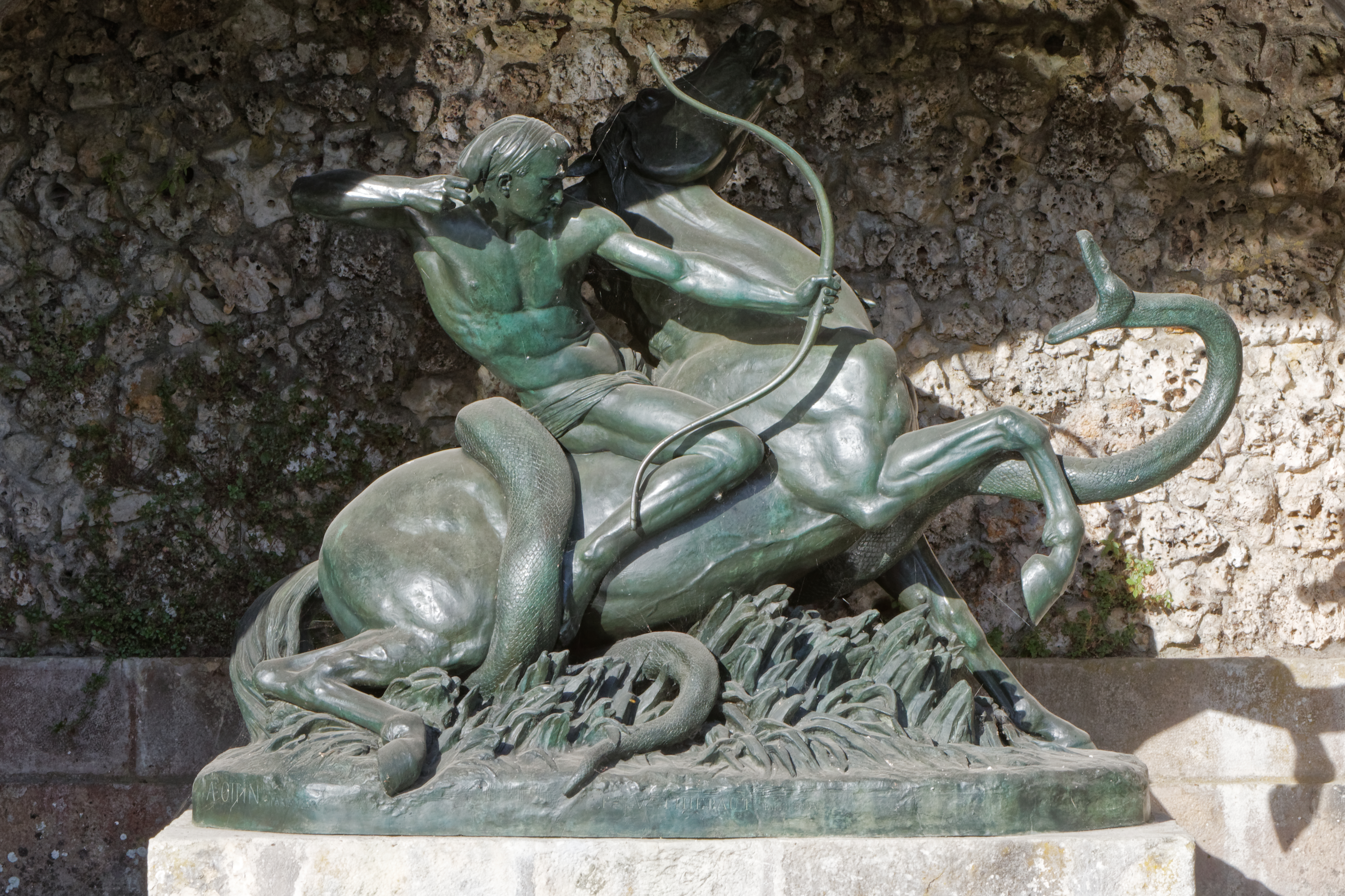
Chasseur indien surpris par un boa, château de Fontainebleau, bassin des cascades.
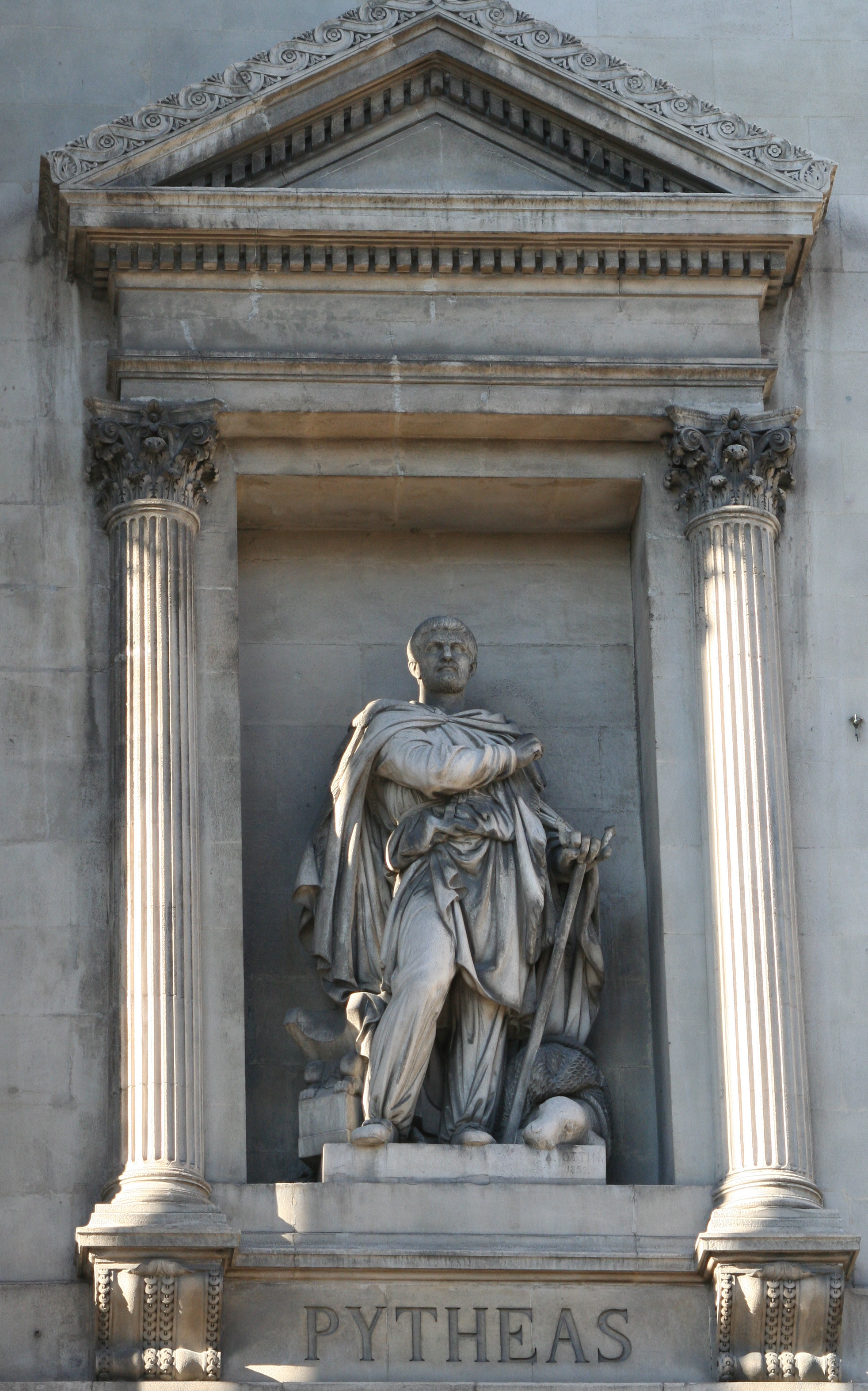
Pytheas, Marseille, Palais de la Bourse.
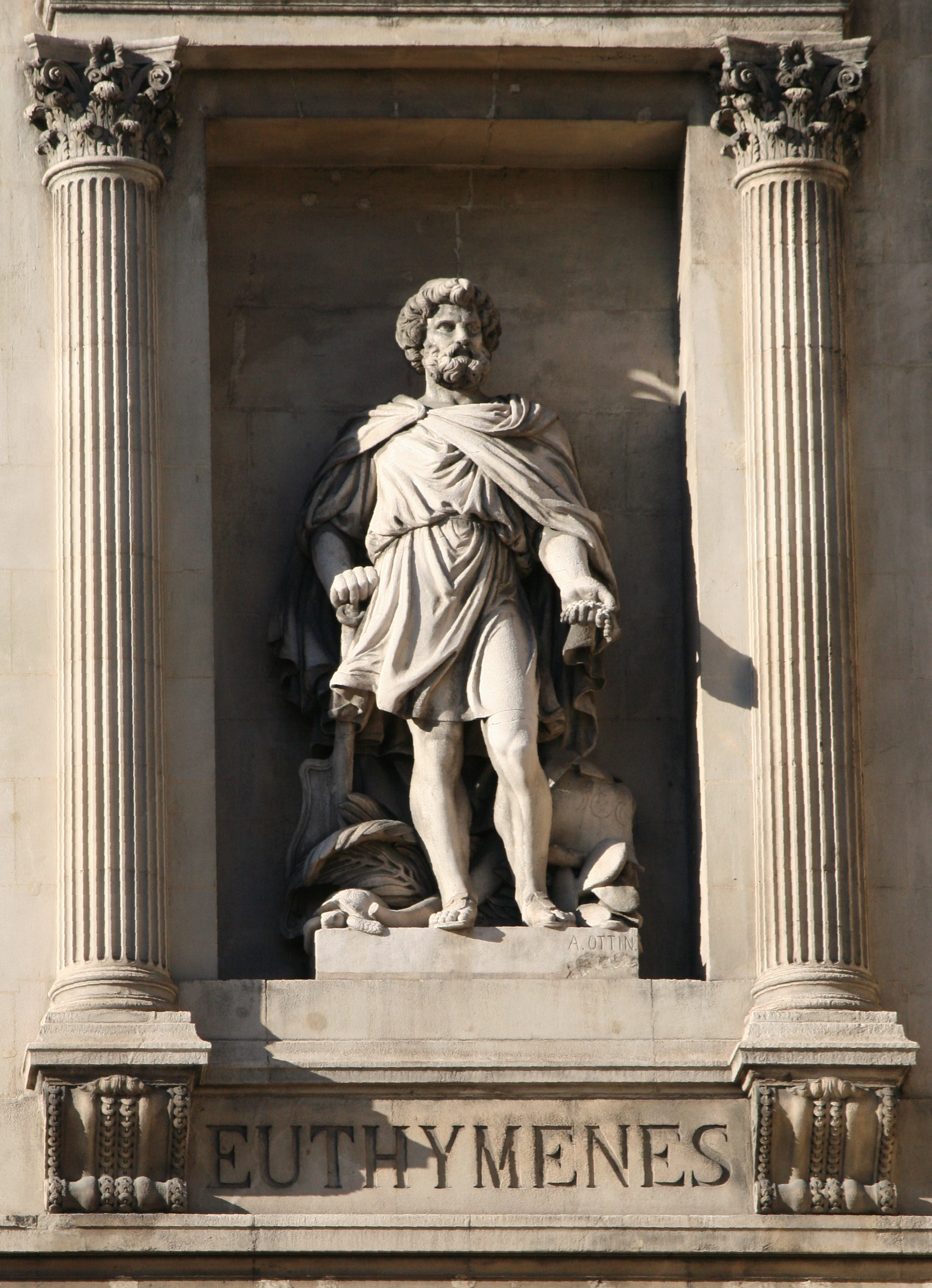
Euthymenes, Marseille, Palais de la Bourse.

Medici fontein, Parijs, Jardin du Luxembourg (1866)
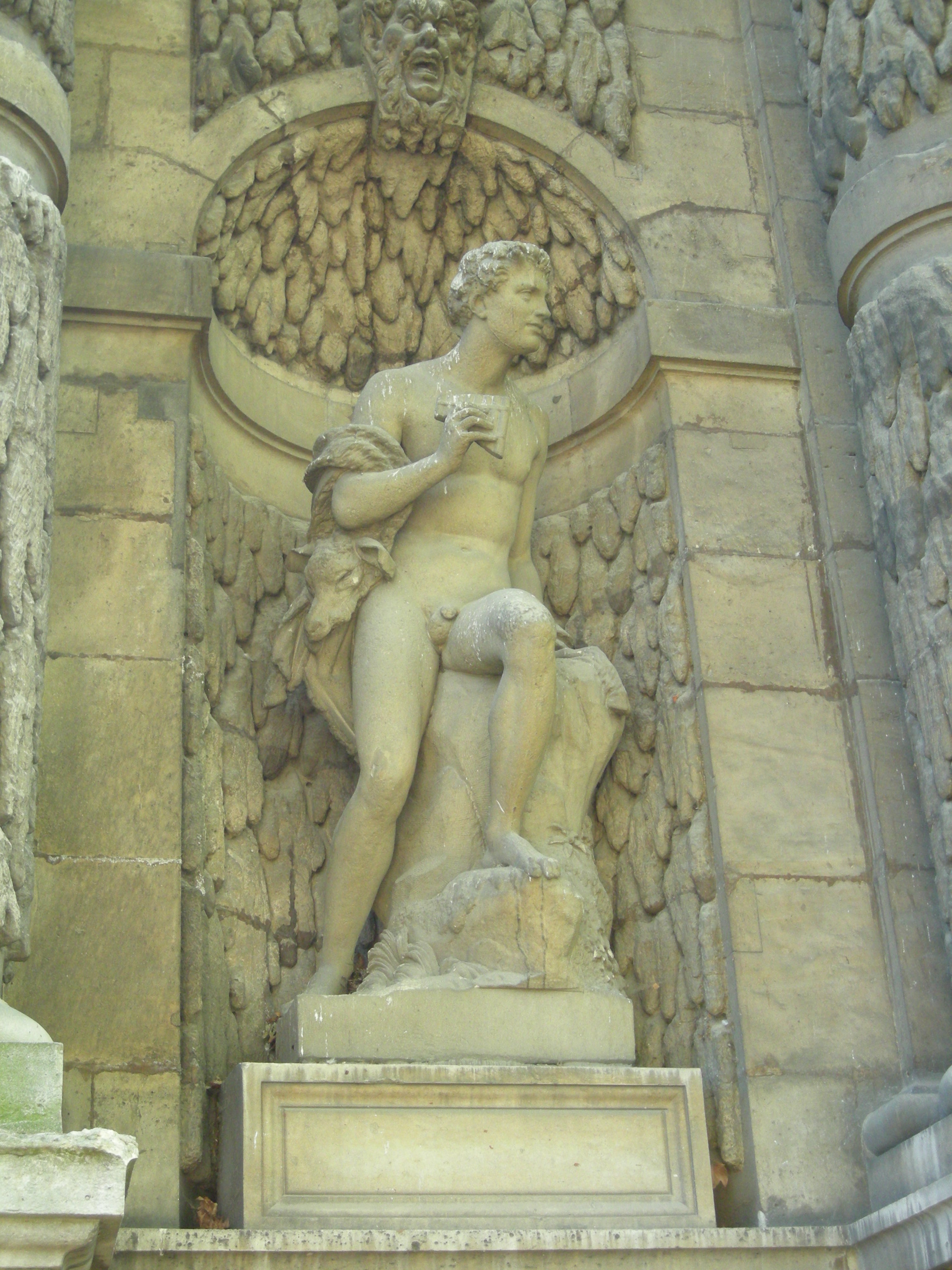
Pan
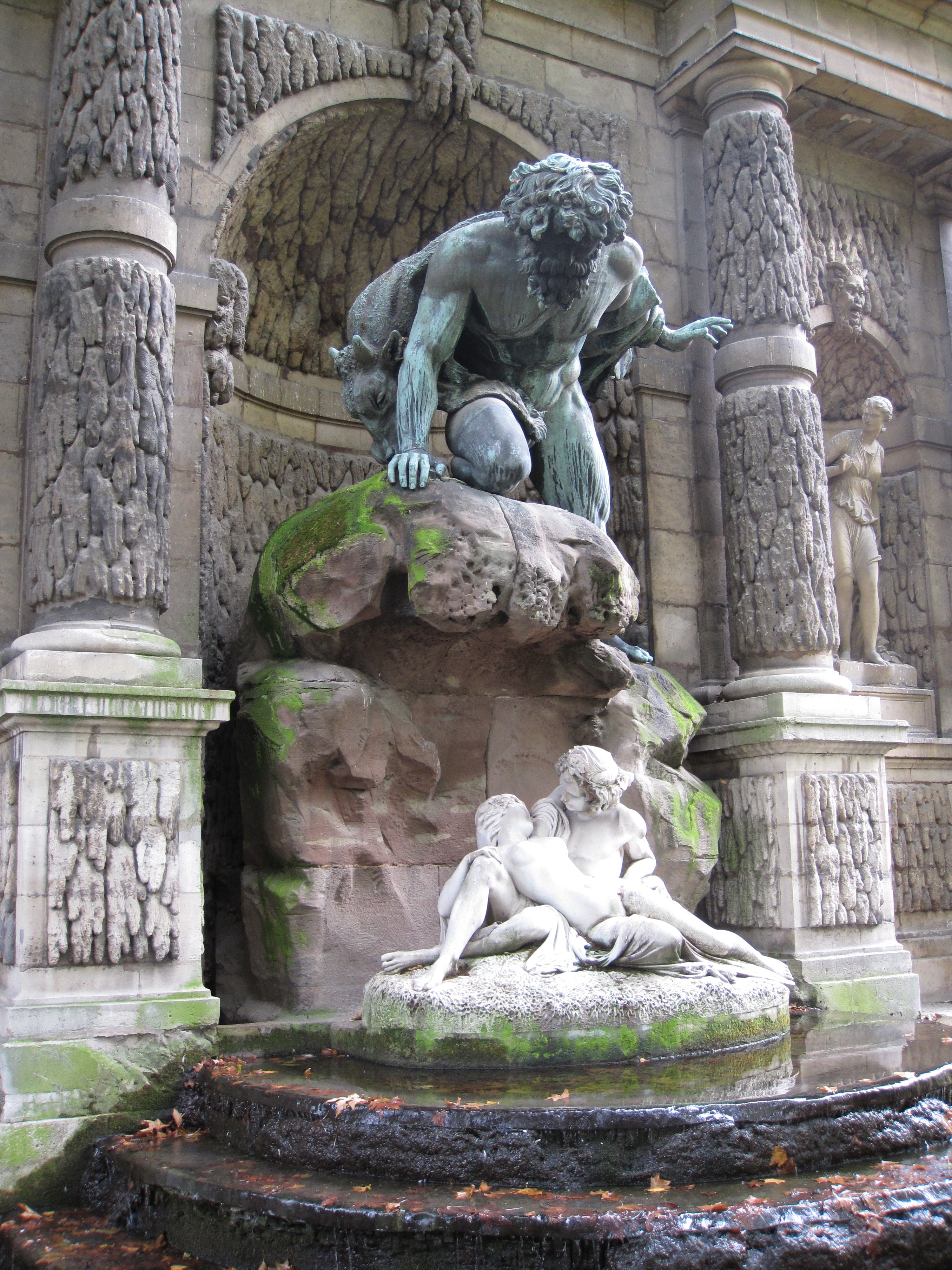
Polyphemos betrapt Galatea in de armen van Acis, 1866
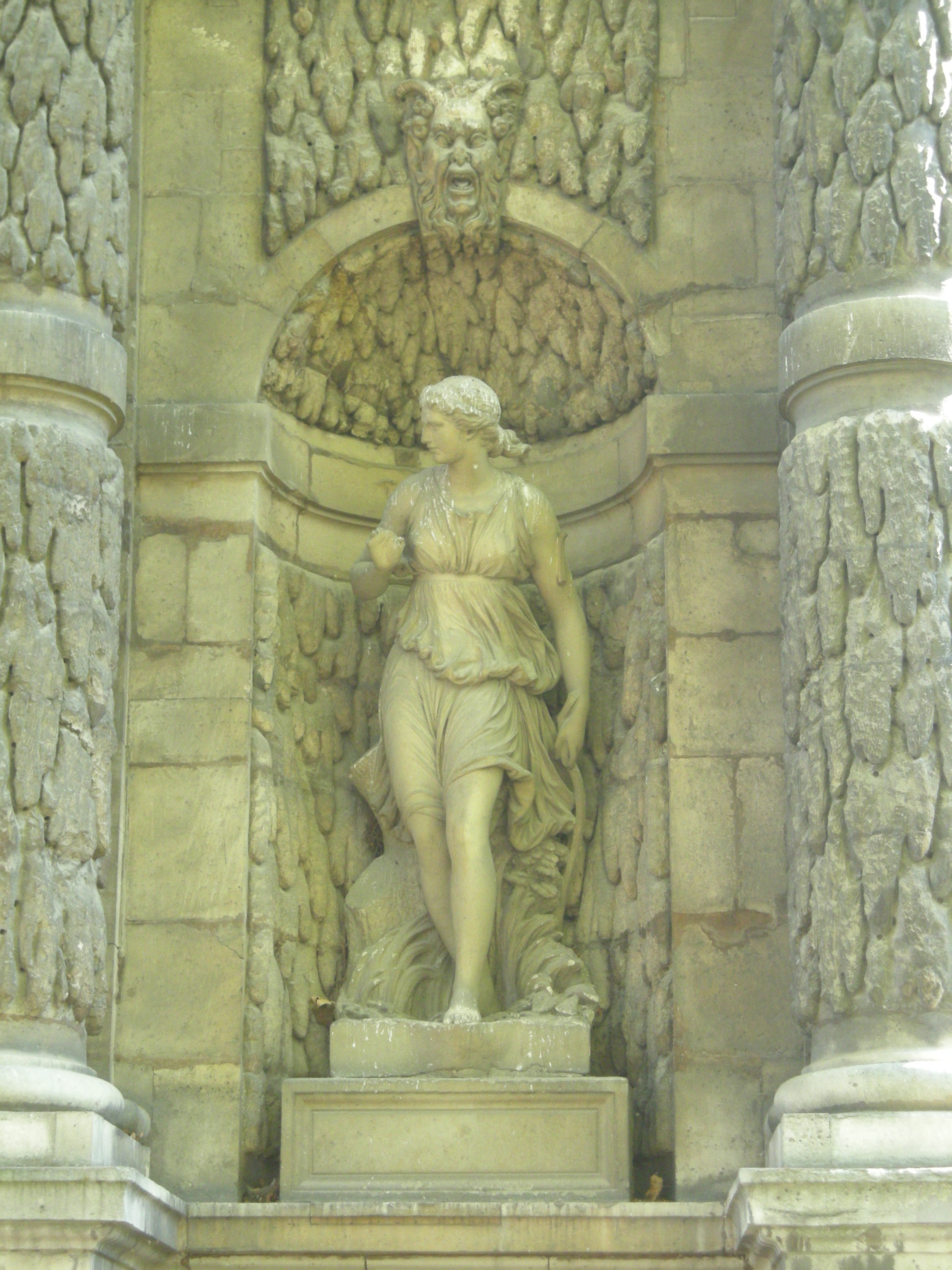
Diana

- Bibliothèque nationale de France: cb14964771x (data)
- Gemeinsame Normdatei: 131995669
- International Standard Name Identifier: 0000 0000 6660 1395
- Base Léonore: LH//2025/52
- SNAC: w60h1240
- Système universitaire de documentation: 223316555
- Union List of Artist Names: 500008848
- Virtual International Authority File: 7658219
- WorldCat: E39PBJcRcVDQDGrBh498gMBkjC